# Lars Bay Larsen
Lars Bay Larsen (Gladsaxe, Regió de Copenhaguen, 8 de juny de 1953) és un advocat, jutge i professor universitari danès, membre del Tribunal de Justícia de la UE.
Lars Bay Larsen va estudiar ciències polítiques i dret a la Universitat de Copenhaguen. Entre 1983 i 1985 fou funcionari del Ministeri de Justícia. També exercí com a professor associat de Dret de família a la Universitat de Copenhaguen entre els anys 1991 i 1996. Posteriorment, fou cap de secció a l'Advokatsamfund (1985-1986), cap de servei al Ministeri de Justícia (1986-1991), cap de divisió (1991-1995), cap del Departament de la policia (1995-1999) cap del Departament jurídic al Ministeri de Justícia (2000-2003), representant de Dinamarca al Comitè K-4 (1995-2000), al Grup central de Schenguen (1996-1998) i a l'Europol Management Board (1998‑2000). El gener de 2000 va començar a treballar com a cap del servei jurídic del Ministeri de Justícia i va esdevenir jutge a Højesteret el 2003.
Des de l'11 de gener del 2006 Lars Bay Larsen ės jutge del Tribunal de Justícia de la Unió Europea, encapçalant la tercera cambra. El 8 d'octubre de 2021 fou elegit sotspresident del Tribunal de Justicia de
la UE.
Com a membre del Tribunal de Justícia de la UE, ha estat l'artífex de sentències tan transcendentals com la imposició d’una multa a Polònia d’un milió d’euros diaris a pagar a la Comissió per la manca d’independència del poder judicial en aquest país.
El maig del 2022 a través d'una interlocutòria de Lars Bay Larsen, es va retornar de manera provisional la immunitat als eurodiputats Carles Puigdemont, Toni Comín i Clara Ponsatí en suspendre l'execució dels suplicatoris aprovats pel Parlament Europeu.